# Kirche (Wehningen)

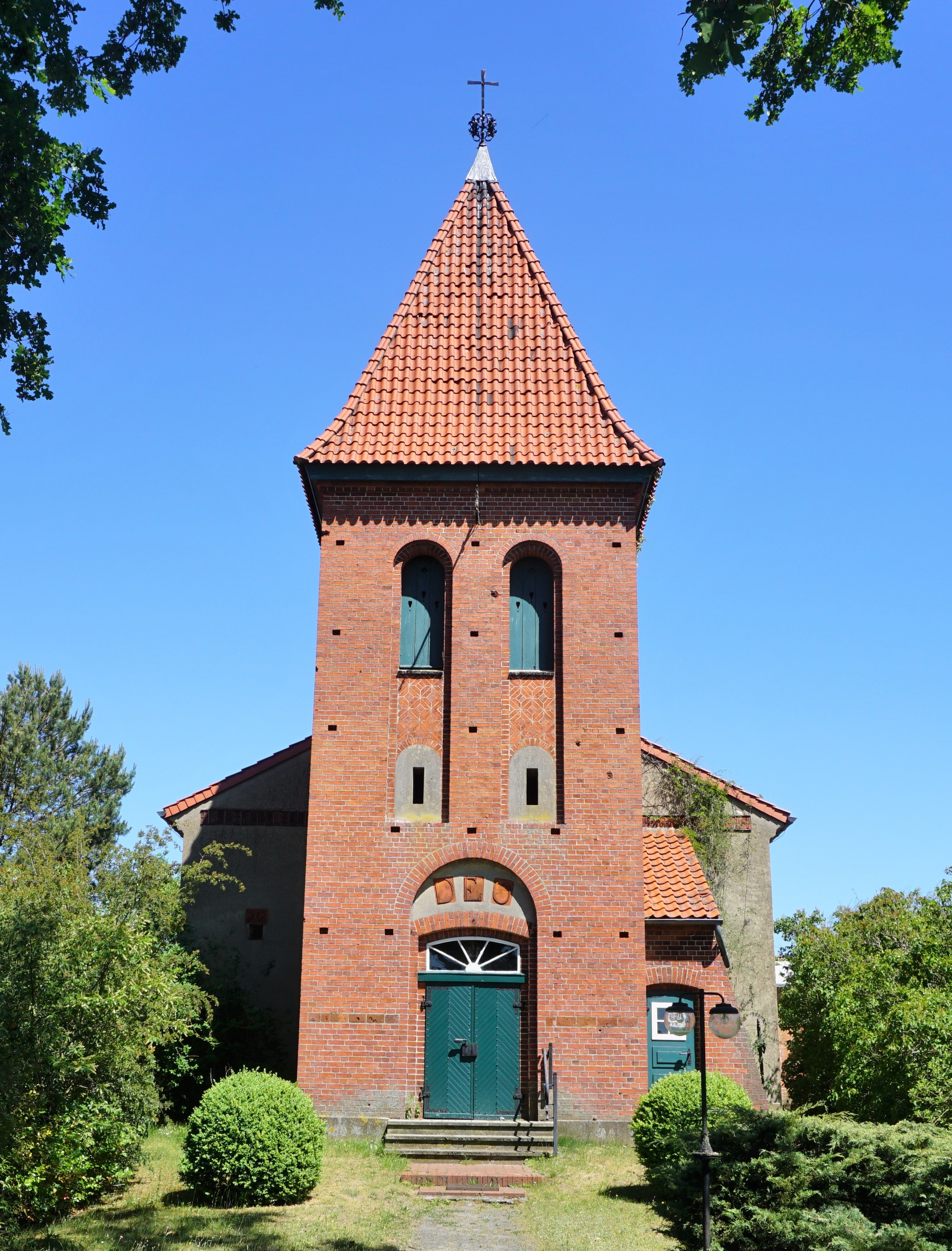
Kirche zu Wehningen

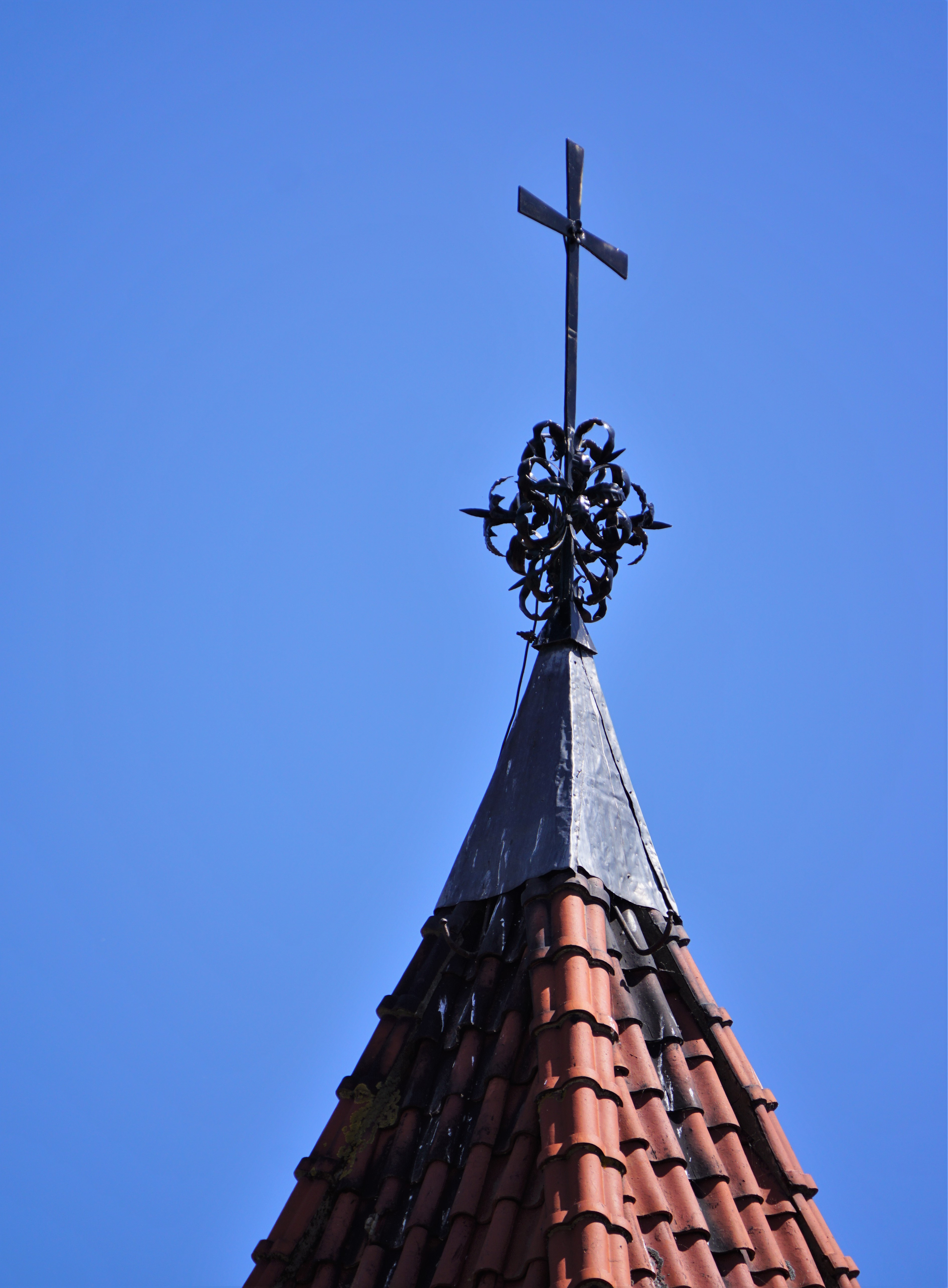
Detailaufnahme der Turmspitze

Die Kirche zu Wehningen ist eine evangelisch-lutherische Dorfkirche im Amt Neuhaus im niedersächsischen Landkreis Lüneburg. Bekannt ist die Kirche für ihren Altaraufsatz mit Alabasterreliefs aus dem 16. Jahrhundert.

## Lage
Die Kirche liegt im Zentrum des Dorfs Wehningen direkt an der Bundesstraße 195. Sie ist nur über einen kleinen Weg, an dem sich auch ein Kriegerdenkmal befindet, von der Bundesstraße aus zugänglich.

## Geschichte
Die erste Kirche bestand in Wehningen bereits 1680. Gottesdienste wurden in einem Anbau der Wohnung des Gutsherrn abgehalten.
Das heutige schlichte Kirchengebäude geht auf das Jahr 1838 zurück. Eine Erweiterung des Baus um den Chorraum und Kirchturm erfolgte 1910.
Die Kirche zu Wehningen gehört neben St. Mariä in Tripkau und der St.-Marien-Kirche in Kaarßen heute zur evangelisch-lutherischen Kirchengemeinde Tripkau im Kirchenkreis Lüneburg der Evangelisch-lutherischen Landeskirche Hannovers.

## Altaraufsatz
Die Kirche zu Wehningen besitzt einen wertvollen Altaraufsatz, der älter als die Kirche selbst ist und vermutlich aus einer Wehninger Gutskapelle stammt. Er enthält aufwendig gestaltete Alabasterreliefs sowie Schnitzereien und wurde mutmaßlich im 16. Jahrhundert in einer Manufaktur im belgischen Mechelen gefertigt. Die Reliefs zeigen Gottvater, das Abendmahl, eine Art Gnadenstuhl, die Kreuzigung, die Grablegung und die Auferstehung von Jesus Christus.

## Geläut
Die Glocke wurde 1744 in Salzwedel von dem Glockengießer J. G. Ziegner gegossen und ist damit älter als die heutige Kirche. Auf dem Schlagring steht „Soli Deo Gloria“. Die Glocke wiegt etwa 350 Kilogramm und hat einen Durchmesser von 82,9 Zentimetern. Der Schlagton ist h'-1.

## Besonderheiten
Links und rechts neben dem Haupteingang der Kirche befinden sich im Mauerwerk elf Backsteine, die Abdrucke von Katzen- und Hundepfoten als Bannzeichen zeigen.